# Stand.fm
stand.fm（スタンドエフエム）は、株式会社stand.fmが開発している音声SNSアプリケーション。

## 沿革
元ペロリの代表取締役であった中川綾太郎がWELQ騒動において、MERYの著作権侵害に伴うサイト閉鎖以降、2017年3月12日付でペロリの代表から退き、同年4月にD2Cブランド企画・運営企業である株式会社newnを設立。
2018年11月20日、当該アプリをローンチ。ステルス状態でiOS版をApp Storeにて配信開始。遅れること半年が経過した2019年8月25日にAndroid版がGoogle Playにて配信開始。
中川がstand.fmをローンチした理由として、2018年当時もいくつか日本国内発の音声配信サービスが立ち上がっていたが、音声コンテンツを簡単に作れるサービスが増えるにつれて市場拡大にはクリエイターが増えた方がいいと考え、自らサービスを開発した旨を示しており、当初ステルス状態で開始していたこともありユーザーがいるのか分かりづらく、サービスクローズを選択するより増やすため踏み込んでオープンにしたとしている。
2020年2月頃から本格的に情報開示を開始したが、登録ユーザー数等の詳細情報は非公開の姿勢を貫いており、アプリ利用者は数十万MAU超えで、アプリの滞在時間は配信者とリスナーと投稿者を含めて1日平均が59分くらいである。また、コロナ禍において緊急事態宣言以後の巣ごもり状態によって、音声発信需要が高まったため情報公開以降から前月比から3倍に増加。同年10月の時点で月間利用者数は100万人とされている。
2020年4月1日、当該アプリの開発・運営を主事業に格上げするため、newnから分社化しstand.fmを独立した法人として登記。代表はMERYの共同創業者でエンジニア担当である河合が就任。以降、同年の夏から中川も共同代表として当該企業に名を連ねる。当該アプリの設計、デザイン、開発は主にMERYに携わっていた人間が関わっている。
同年8月に、当時：YJキャピタル（現：Z Venture Capital）から5億円の資金調達を実施し、配信者の収益化支援のため「stand.fmパートナープログラム（SPP）」を開始。翌年10月にもZ Venture Capitalから再び10億円の資金調達を行い、サービス継続が困難となった2つの音声配信SNSサービスの引受けを締結。
2024年8月1日、(旧)株式会社stand.fmは会社分割を行い、音声配信プラットフォーム「stand.fm」事業を運営する(新)株式会社stand.fmを吉本興業ホールディングス傘下のFANYに売却した。(旧)株式会社stand.fmは社名を株式会社Stand Technologiesへと変更した。

## 特徴

### コミュニティ
当該アプリは、誰でも、どこにいてもスマホひとつで配信を可能にしており、「だれでも気軽に発信できることで、多彩なコンテンツが生まれ、だれもが声で繋がれる自分の居場所に出会うことができる」を主眼にアプリ開発を行っている。
UIについては、どの年齢層にも自分の世界観を想像しやすいイメージを作るため、同業他社のSNSのCIに採用されているカラーではなく、白をベースにしたカラーリングを採用している。
また、前述のユーザー動態の詳細情報を公開しない旨と同じように、配信者とリスナーが相互にフォローしていても、フォロワー数や投稿に対する反応のサジェスト機能を非表示化して、他のユーザーとの競争意識を煽らない姿勢を取ってきた。しかし、2022年1月22日アップデートのv1.45.0からホーム画面にてカテゴリ別の人気放送のサジェストを表示する機能が実装され、同年5月18日アップデートのv1.62.0から「盛り上がっているライブ」と「毎週配信しているチャンネルのライブ」の項目が設定され、競争意識を煽る姿勢を見せ始めている。
リスナーについて、年齢層は10代後半からコアな世代は20-30代が平均的に存在している。また、配信者の傾向として、同様の音声サービスのVoicyが配信参加に当たりオーディション制を取っているため、敷居が高く、後述のClubhouseは基本的にユーザーアカウント登録は本名を前提としており、どちらかというと陰キャに近いパーソナリティの配信者でも配信参加がしやすくコミュニディが形成しやすい世界観が形成されている。その理由として、stand.fm運営側が積極的に配信者側にアクセスする姿勢を示しておらず、後にstand.fm配信者を取材したライターが取材前に運営側に事前許諾を取るために連絡した際に、あまり関心を示していなかったことを明かしている。
そのため、スタエフ運営側が仕掛けるキャンペーンとは真逆に、スタエフユーザー同士の独自のコミュニティが形成され「スタエフ○○部」というユーザー同士遠隔地から同じ目的の活動するグループが立ち上がり、後にその有志が”スタエフ感謝祭”なるリレーイベントが催されている。
2023年5月19日から24日の間に、初のギフトランキングイベントを実施した。

### 同業サービスとの類似性
日本語メインのライブ型音声SNSサービスの開始としては2018年11月から開始しており古い部類に入るが、stand.fmローンチから半年後にアメリカ合衆国国内で開始され、2年半後に日本国内向けてリリースされたClubhouseと比較されることがある。
Clubhouseも源流は視聴者参加型ラジオ形式番組を発信するサービスからスタートしており、アプリローンチは双方iOSからアプリ開発が進み、遅れてAndroidアプリがリリースされる流れになっている。Clubhouseが日本に向けてサービスインされた際には少なからず一部のstand.fmユーザーがClubhouseへ流れた時期も存在した。
しかし、前述の同社の資金調達に対して出資したZ Venture Capitalの人間の見立てとして「Clubhouseもワンプラットフォームで課金や場合によってアーカイブなどの機能を実装し色々なことができるようになるとは思うけど、現時点では機能を実装されているプラットフォームへ移動が進む」との見解を示していた。
その後の事態経緯は見立て通りで、後にClubhouse側は、トークルームでユーザー同士が聴き専よりも、声を出してユーザー同士が交流する施策を増やして行き、トークルームやコミュニティで知り合ったユーザーがリアルで顔を合わしやすい施策を採用し、ユーザーが活動している位置情報を公開できる機能やその公開された位置情報に近い地域のトークルームが表示されやすい機能が実装しており、stand.fmのコミュニティと違う世界観が形成されている。

## 機能

### 配信形態
基本的には、配信者がメインに発信する、”ライブ配信”と”収録配信”の2通り存在する。サービスローンチ当時はライブ、収録共に1人喋りをメインにした配信形態を敷いていた。しかし、配信者から1人喋りのハードルの高さや発信内容の主題が見つからないことについて意見されたことで、2020年4月16日のiOS版v1.6.0のアップデートにて最大4人までの複数人でトークが可能となる”コラボ収録”機能をリリース。また、ライブ機能では、同年8月5日アップデートのiOS版v1.7.0から最大4人でライブ配信が可能となる”コラボ配信”機能をリリース。後に、最大人数が10人まで増加した。

### テキスト投稿
配信内容についてリスナーとのコミュニケーションを図るため、テキストメッセージング（ダイレクトメッセージ）機能である「レター」をリリース。リリース直後のレター機能はメールフォーム形式でstand.fm事務局宛に投稿し、事務局側が投稿されたメッセージを配信者ごとに振り分けて通知してやり取りする形であった。2019年6月3日のiOS版アップデート分にてアプリに実装されて、チャンネル配信者に向けて直接投稿が可能となった。また、リスナーが配信者へ送信する際、アカウント名の掲載有無機能は実装されておらず、匿名が前提となっていた。しかし、この状態によりユーザー拡大と共に配信者への匿名での中傷レターが増加していることを各々が発信する機会が増え、結果アップデートにより匿名のレターを受信しない機能も実装された。
それ以外にも、チャンネル配信者が自身の配信の告知等が可能となる”告知”機能が実装されたが、後に掲示板機能である”コミュニティ”へ名称変更し、レター以外で配信者とリスナーが相互でやり取りできる空間を実装した。

## チャンネル一覧

### アスリート
- ダルビッシュ有 [17]
- 菊池雄星 [18]
- 松永浩美
- 太田雄貴
- 小池純輝
- 立川理道
- 金正奎
- 佐々木健志
- 田嶋剛希
- 香川大吾
- 朝比奈沙羅
- 平山智加
- 大久保佑香

### アーティスト
- 有森聡美
- 近藤薫
- 香西かおり
- 松澤由実
- 竹仲絵里
- 三浦拓也
- THE BAWDIES
- THE NEATBEATS
- ISEKI (ミュージシャン)
- 空白ごっこ
- 821
- ILLUSION FORCE

### 俳優・役者
- 黒木瞳
- 石井一彰
- 渋江譲二
- 青木健
- 木暮真一郎
- 上村吉太朗
- 上村折乃助 (2代目)
- 片岡千壽
- 花柳のぞみ
- 松田悟志[19]

### お笑い芸人
- 田村淳
- 椿鬼奴
- 西野亮廣
- 三遊亭わん丈
- 森本晋太郎
- ニューヨーク
- ZAZY
- ヤナギブソン
- 西野創人（コロコロチキチキペッパーズ）
- TAIGA
- ネルソンズ
- インデペンデンスデイ
- ゆにばーす
- 栗谷（カカロニ）
- ビスケッティ佐竹
- コトブキツカサ
- ガクテンソク
- さすらいラビー
- 濱田祐太郎
- フースーヤ
- タモンズ
- ドーナツ・ピーナツ
- 令和ロマン [20]
- パンプキンポテトフライ
- 金魚番長
- 永田敬介
- 仁木恭平（ケビンス）・京極風斗（9番街レトロ）
- ラブリースマイリーベイビー
- エバース
- 黒瀬純（パンクブーブー）[21]
- 中野 なかるてぃん (ナイチンゲールダンス) [22]
- ヤス (ナイチンゲールダンス) [23]
- ダブルヒガシ [24]
- 芸人Boom! Boom!
  - ママタルト
  - ZAZY
  - そいつどいつ
  - フランツ
  - 蛙亭

### 声優
- 平野綾
- 白石涼子
- 宍戸留美
- 里咲りさ
- 柴田由美子
- 小笠原早紀
- 森下来奈
- 中村沙織
- 長谷川芳明
- 船戸ゆり絵
- 結木ゆな
- 山田美鈴
- 竹内美香
- 水野愛日

### タレント
- 鈴木ちなみ
- IMALU
- 黒田知永子
- 吉田豪
- 桃乃木かな

### アナウンサー
- 西岡明彦
- 深澤里奈
- 坂本梨紗
- 西澤由夏
- 松原江里佳
- 小山瑶
- 小暮あかり